# Tour de Jura (Francia)
El Tour del Jura (en francés Tour du Jura Cycliste) es una carrera de ciclismo de un día profesional francesa que se disputa desde 2003 alrededor del departamento de Jura e inicialmente fue denominada Tour del Revermont. Hasta 2019 era una carrera por etapas.
La carrera formaba parte del calendario nacional francés y desde 2017 se integró al circuito UCI Europe Tour como competencia de categoría 2.2. En 2020 no se celebró a causa del COVID-19 y en 2021 tuvo que cambiar su fecha original, pasando a ser una prueba de un único día de categoría 1.1.

## Palmarés
| Año                | Ganador                  | Segundo            | Tercero                |
| ------------------ | ------------------------ | ------------------ | ---------------------- |
| Tour del Revermont |                          |                    |                        |
| 2003               | Xavier Pache             | Damien Cigolotti   | Francis Mourey         |
| 2004               | Florian Courrège         | Franck Bucci       | David de Vecchi        |
| 2005               | Franck Bucci             | Sébastien Besqueut | Romain Berion          |
| Tour del Jura      |                          |                    |                        |
| 2006               | Jean-Charles Sénac       | Cyril David        | Florian Courrège       |
| 2007               | Baptiste Fuchs           | Aurélien Midey     | Thibaut Pinot          |
| 2008               | Damien Favre-Félix       | Gwénaël Rouzet     | Oran Locatelli         |
| 2009               | Sébastien Gredy          | Guillaume Vinit    | Laurent Colombatto     |
| 2010               | Émilien Viennet          | Jérémy Laby        | Nicolas Ougier         |
| 2011               | Yoann Michaud            | Frédric Talpin     | François Bailly-Maître |
| 2012               | Laurent Colombatto       | Nicolas Roux       | Frédéric Brun          |
| 2013               | Erwan Brenterch          | Guillaume Martin   | Alo Jakin              |
| 2014               | Sébastien Fournet-Fayard | François Bidard    | Adrien Legros          |
| 2015               | Pierre Bonnet            | Mikel Aristi       | Anass Aït El Abdia     |
| 2016               | Léo Vincent              | Romain Bacon       | Nans Peters            |
| 2017               | Thomas Degand            | Fausto Masnada     | Guillaume Martin       |
| 2018               | Carl Fredrik Hagen       | Kobe Goossens      | Chris Harper           |
| 2019               | Kobe Goossens            | Christian Scaroni  | Jérémy Cabot           |
| 2020               | No se disputó            | No se disputó      | No se disputó          |
| 2021               | Benoît Cosnefroy         | Simone Velasco     | Valentin Madouas       |
| 2022               | Ben O'Connor             | Jesús Herrada      | Axel Zingle            |
| 2023               | Kévin Vauquelin          | Thibaut Pinot      | Guillaume Martin       |
| 2024               | David Gaudu              | Jordan Jegat       | Guillaume Martin       |
| 2025               | Guillaume Martin         | Clément Berthet    | José Manuel Díaz       |

## Palmarés por países
| País      | Victorias |
| --------- | --------- |
| Francia   | 17        |
| Bélgica   | 2         |
| Suiza     | 1         |
| Noruega   | 1         |
| Australia | 1         |